# Romanjolščina
Romanjolščina (romanjolsko rumagnol, italijansko romagnolo) je romanski jezik iz skupine galoitalskih jezikov, ki ga govorijo v Italiji v Romanji v deželi Emilija - Romanja in v San Marinu. Eno od kulturnih središč romanjolskega jezika je Ravenna. Do nedavnega so romanjolski jezik skupaj z emilijanščino imeli za en jezik. Skupno naj bi jezik govorilo vsaj okoli 350 000 ljudi, to je polovica prebivalcev Romanje. 
1. ↑  Miani, Ivan (12. april 2008). »ISO 639-3 Registration Authority Request for New Language Code Element in ISO 639-3« (PDF). ISO 639-3.
2. ↑  »La lingua italiana, i dialetti e le lingue straniere Anno 2006« [The Italian language, dialects and foreign languages Year 2006] (PDF) (v italijanščini). 2006.